# Клещин
Клещин — исчезнувший древнерусский город близ Плещеева озера, вероятный предшественник Переславля-Залесского.

## Этимология
Историк Переяславского края М. И. Смирнов отмечал, что раньше само озеро носило мерянское название, стёртое новым славянским — Клещино (якобы от глагола «клескать» — «плескать», откуда позднейшее наименование в документах XVII века «Плещино», или «Плещее»); город назывался по названию озера. Словопроизводство произвольное. И. И. Срезневский не даёт перевода глагола (кльцати, кльчати, клъцати, клицати); по контексту его значение никак не может быть переведено как «плескать».
Н. Н. Воронин склонялся к мнению, что название озера Клещино происходит от названия рыбы леща — «клещь», известного из польского языка и новгородской берестяной грамоты XIV века № 169. Вероятно, в древности, лещ был весьма многочисленным видом рыб этого озера. В 1927 году он составлял 2,5 % годового улова рыбы Плещеева озера.
По мнению А. В. Кузьмина, названия озера и города восходят к личному имени Клещ — так могли звать местного волостеля.

## История

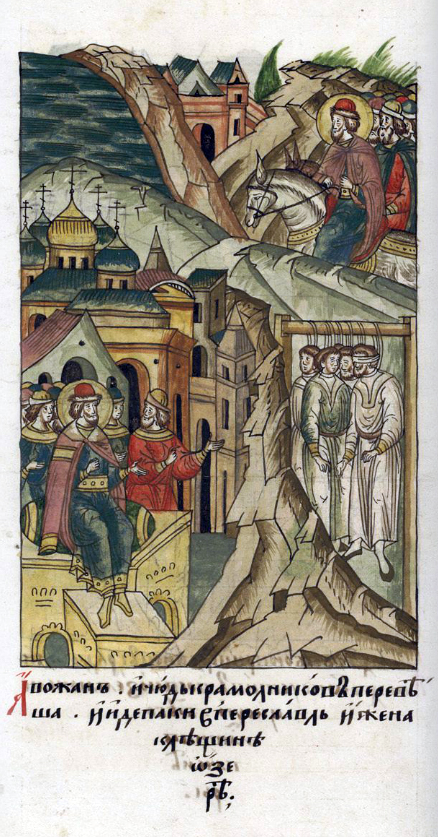
«Александр Невский приезжает в Переславль, что на Клещине озере». Миниатюра из списка «Жития Александра Невского» XVI века

Название Клещина упомянуто в «Повести временных лет»: «На Белеозере седять весь, а на Ростовьском озере меря, а на Клещине озере меря же… А се суть инии языци, иже дань дають Руси» (очевидно, Клещином названо Плещеево озеро, современное наименование которого, видимо, является поздней модификацией того, что было в древности).
Концентрацию населения на побережье Плещеева — Клещина озера определяло, кроме его рыбных богатств, выгодное географическое положение. К нему с севера близко подходила своим верховьем Нерль Клязьминская, или Малая. С северо-запада речка Вёкса соединяла озеро с Нерлью Волжской, или Большой. Этот путь, пересекавший по диагонали Ростовский край и плодородное суздальское Ополье, несомненно, служил в те времена важнейшей торговой дорогой и путём войны. Вероятно с этим было связано сгущение здесь аборигенного мерянского населения, а со временем появление славянских колонистов. Значение этого пути и приозёрья резко возросло в пору образования Ростово-Суздальского княжества.
В 1152 году Юрий Долгорукий «переводит» город из соседства с Клещином («от Клещина») на равнинный берег реки Трубеж, где её течение прокладывало в озере глубокий фарватер. Летописец был вполне точен, когда подчеркнул, что достроенный в 1157 году князем Андреем собор был поставлен князем Юрием не в малом уже «старом» — устарелом Переяславле, а в «Переяславле новом». В Тверской летописи об этом сообщается так:

Тогда же Георгий князь в Суждале бе, и отверъзя ему бог разумнеи очи на церковное здание, и многи церкви поставиша по Суздальской стране, и церковь постави камену на Нерли, святых мученик Бориса и Глеба, и святаго Спаса в Суздале, и святаго Георгиа в Володимери камену же, и Переславль град перевед от Клещениа, и заложи велик град, и церковь камену в нем доспе святаго Спаса, и исполни ю книгами и мощми святых дивно, и Георгев град заложи и в нем церковь доспе камену святаго мученика Георгиа.

Существует гипотеза, что Клещин в действительности никогда не существовал, а город на берегу Плещеева озера с самого начала именовался Переяславлем. За астионим ошибочно принимают старое название озера. Однако составленный в XIV—XV веках «Список русских городов дальних и ближних» упоминает рядом с Переяславлем город Клещин. Н. Н. Воронин полагал, что в начальную пору княжения Юрия Долгорукого сторожевой городок Клещин был построен на высоком, господствующем над широкой округой северо-восточном берегу Плещеева озера, рядом со старым меряно-русским посёлком и впоследствии назван Переяславлем. По мнению историка В. А. Кучкина, Клещин возник на первоначальном месте Переяславля-Залесского после его переноса на современное место.

## Клещинский археологический комплекс

### Местоположение

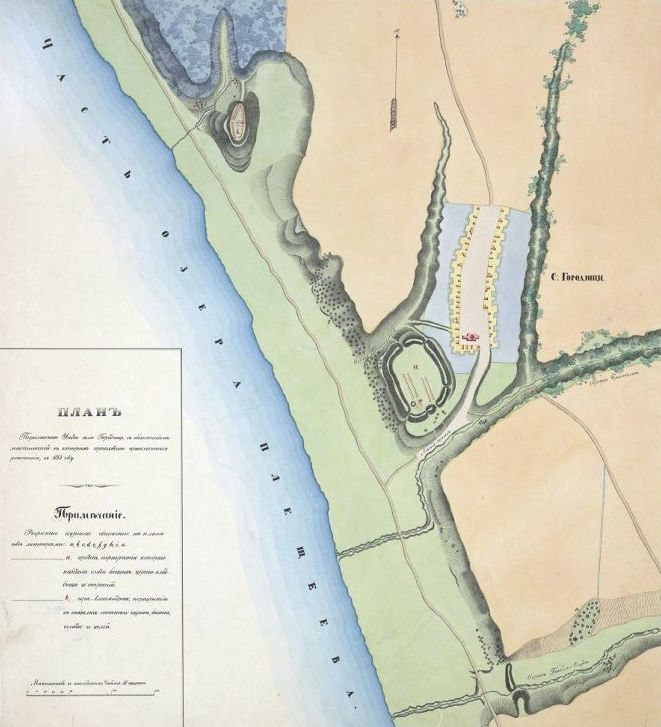
Село Городище на плане 1853 года

На северо-восточном берегу озера находятся древнее городище — так называемая Александрова гора. В XIV веке на его площадке расположился монастырь со строениями и кладбищем, а в середине XIX века городище было повреждено любительскими раскопками П. С. Савельева. Ныне учёными установлено, что первое заселение людьми Александровой горы произошло в середине 1-го тысячелетия до н. э. Начальный этап славянского поселения датирован X веком. В XI веке городище запустевает, не ранее середины XII века заселяется снова. Археолог П. Н. Третьяков считал, что Клещин брал начало именно с поселения на Александровой горе. Согласиться с этой гипотезой не позволяет небольшая площадь городища и нетипичный для такого поселения состав находок.

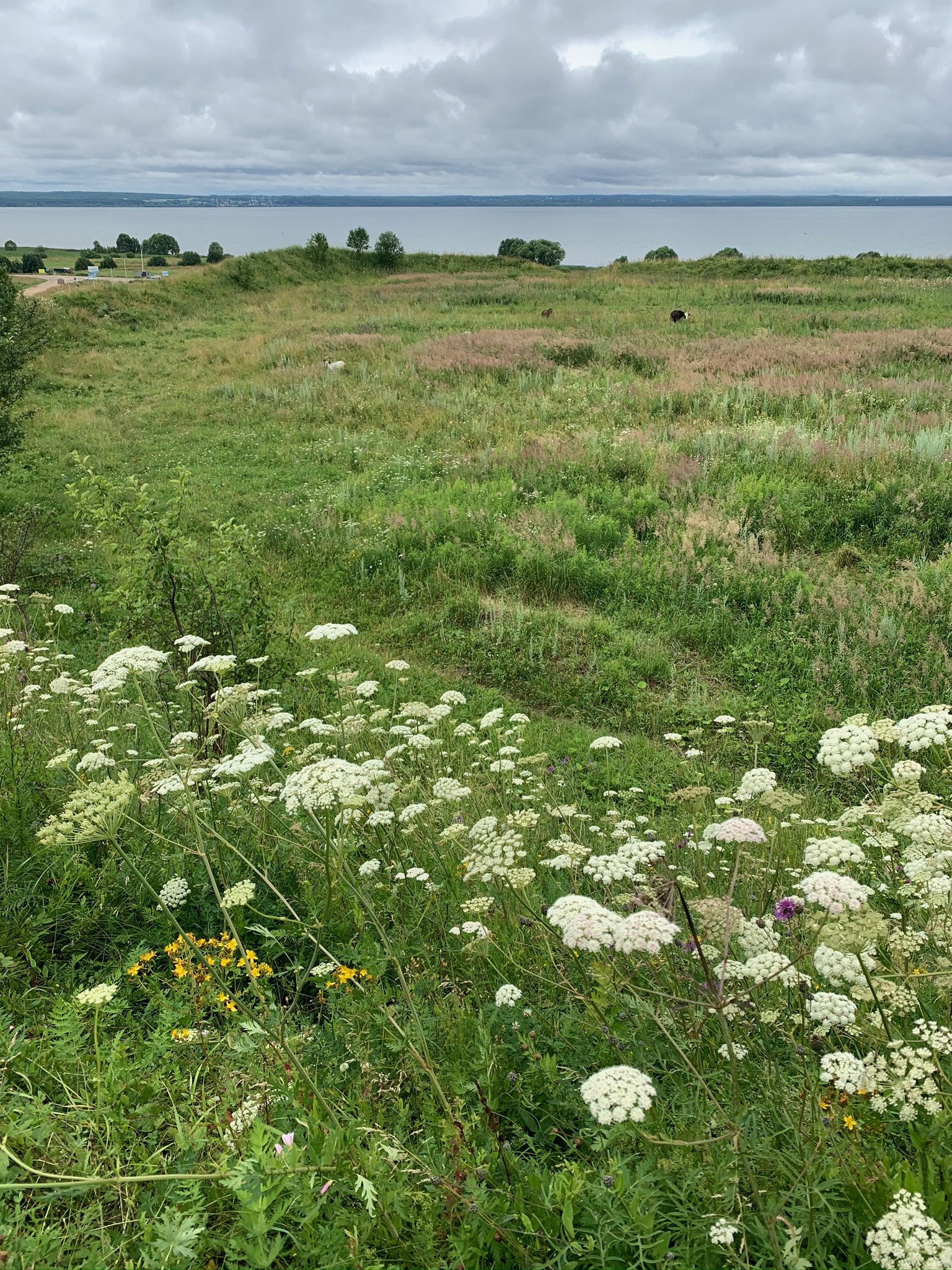
Валы исчезнувшего Клещина

К югу от Александровой горы, у села Городище,  сохранились укрепления небольшого городка, расположенного на краю обрыва озёрного берега между двумя оврагами. Валы защищают площадку размером 100×160 м. Её высота над уровнем Плещеева озера составляет 40 м. С напольной стороны крепость дополнительно усилена рвом. Согласно выводам археологов, люди поселились на площадке крепости не ранее второй половины XII века, а время наиболее активной жизни в этом месте пришлось на XIV—XVI века. В 1919 году историк М. И. Смирнов присваивал имя Клещин именно этой крепости, высказывая предположение об основании её Олегом Вещим. Позже Смирнов уже не упоминал версии о Вещем Олеге как основателе Клещина.
Между двумя городищами находится селище, которое традиционно рассматривается как посад Клещина. Исследователи неоднократно обращали внимание на присутствие здесь керамики X—XI веков. Полевые работы близ села Городищи на Клещинском комплексе производились в 2015 году Суздальской экспедицией ИА РАН. Общая площадь селища, по материалам обследований 2015 года, — около 12 га, культурный слой содержит лепную и круговую средневековую керамику, в том числе фрагменты раннекруговых сосудов, фрагмент дирхама (Саманиды, вторая половина X века), бронзовое навершие рукояти плети в виде головы хищной птицы и другие изделия. Предполагается, что этот участок начал осваиваться не позднее конца X века. Основная масса находок датируется X—XII веками.

### Находки
- На Александровой горе найдены аббасидские и саманидские монеты 850 и 900 годов. Это позволяет предполагать, что население этого посёлка в IX—X веках было причастно к восточной торговле[4].
- На селище у села Городищи найдена уникальная подвеска X—XI веков с личным знаком одного из князей Рюриковичей (фрагмент трапециевидного щитка)[15][16]. Находка дает возможность предположить, что новые центры расселения, складывавшиеся на Северо-Востоке, уже в конце X — XI веке контролировались княжеской властью и имели высокий статус[14][12][17].

## Этническая принадлежность первопоселенцев

### Летописные данные
«Повесть временных лет» (начало XII века) помещает на Клещине озере мерю, подразумевая такую же её концентрацию здесь, как и на озере Неро.

### Археологические данные

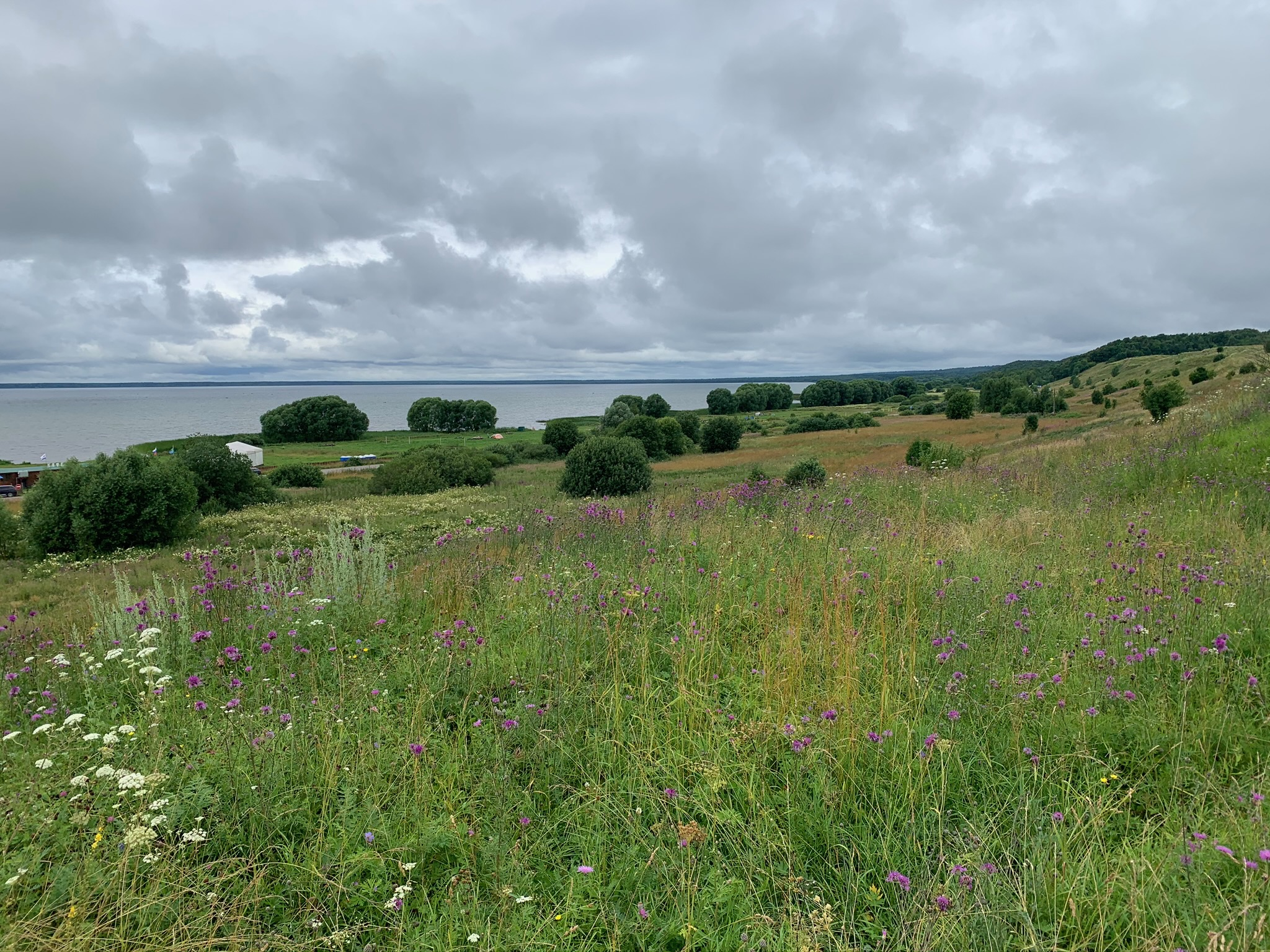
На месте древнего Клещина

На Александровой горе найдены обычная для мерянских поселений лепная керамика и характерные для мерянского быта изделия из кости.
При обследовании городища Клещин у Плещеева озера обнаружен фрагмент трапецивидной подвески X—XI века с личным знаком Рюриковичей.

### Гипотезы
Ещё со времен А. С. Уварова и А. А. Спицына идёт дискуссия о том, кому первоначально принадлежал Клещин — местному финно-угорскому племени меря (как полагал А. С. Уваров) или славянам (по мнению А. А. Спицына). Спор об этнической принадлежности жителей Клещина вновь разгорелся в трудах исследователей XX века. М. И. Смирнов и П. Н. Третьяков полагали, что это был центр славянской колонизации края, возникший в IX веке с появлением здесь славянских дружинников. Против этого категорически возражал Н. Н. Воронин: по его мнению, в IX в. на Александровой горе «лежал сравнительно большой мерянский посёлок».